# 베이스볼 어워즈
'베이스볼 어워즈는 2016년 프로 야구 시즌에 한해서 매주 월요일 밤 5시 30분에 SPOTV에서 방송되는 텔레비전 프로그램이다.

## 진행자
- 재이

## 방영 시간
- 매주 월요일 저녁 5시 30분 ~ 6시 (2016년 5월 ~ )

## 같이 보기
- 아이 러브 베이스볼
- 베이스볼 S
- 베이스볼 투나잇
- 워너 B
- 베이스볼 투데이
- 오늘의 야구
- 야구 읽어주는 남자
- 주간야구
- 야시장
- 먼데이 나잇 베이스볼
- 랭킹 베이스볼
- 불야성
- 합의판정
- 스포츠 타임 베이스볼

```
   베이스볼 타임 스포츠 

```